# Тихонов, Юрий Анатольевич
Юрий Анатольевич Тихонов (род. 14 июля 1950 года, с. Тарасово Обоянский район, Курская область) — советский и российский физик, член-корреспондент РАН (2016).

## Биография
Родился 14 июля 1950 года в с. Тарасово Обоянского района Курской области.
В 1972 году — окончил физико-технический факультет Новосибирского электротехнического института (НЭТИ), специальность «Инженерная электрофизика».
В 1983 году — защитил кандидатскую диссертацию, тема: «Эффект ограничения прицельных параметров в тормозном излучении на встречных пучках».
В 1994 году — защитил докторскую диссертацию, тема: «Аннигиляция электронов и позитронов в адроны при энергии 7,2-10,5 ГэВ».
После окончания института работает в Институте ядерной физики имени Г. И. Будкера СО РАН (ИЯФ СО РАН), где с 2000 года заведует лабораторией, а с 2001 года — заместитель директора по научной работе.
В 2016 году — избран членом-корреспондентом РАН.

## Научная деятельность
Специалист в области элементарных частиц.
Основные направления научной деятельности связаны с работой над созданием детектора МД-1 для установки ВЭПП-4.
Основные результаты научных исследований:
- предложил новый метод измерения поляризации частиц, позволивший провести измерения параметров υ-мезонов, которые являются самыми точными в мире;
- получил ряд фундаментальных результатов в физике υ-мезонов и двухфотонной физике; обнаружил и объяснил новое явление в квантовой электродинамике — эффект ограничения прицельных параметров в тормозном излучении;
- под его руководством проведены эксперименты по исследованию нелинейных процессов квантовой электродинамики на ВЭПП-4 и впервые обнаружен процесс расщепления фотона;
- является руководителем работ по детектору КЕДР для экспериментов по изучению пси- и υ-мезонов, τ-лептона, а также двухфотонных процессов. С детектором КЕДР получен целый ряд результатов по измерению параметров υ-мезонов, D-мезонов и τ-лептона с лучшей в мире точностью;

В Институте ядерной физики СО РАН руководит группой по подготовке и проведении экспериментов на детекторе АТЛАС — большом универсальном детекторе частиц на Большом адронном коллайдере в ЦЕРН. Его группа внесла существенный вклад в создание торцевого электромагнитного калориметра детектора АТЛАС на жидком аргоне, а также в создание мюонной и магнитных систем. В настоящее время группа принимает активное участие в проведении экспериментов с детектором АТЛАС и анализе данных. В экспериментах на Большом адронном коллайдере группа ведёт поиск массивных нейтрино, и уже получены сильные ограничения на их существование.
Является одним из авторов открытого в 2012 году в экспериментах с детектором АТЛАС на Большом адронном коллайдере Хиггсовского бозона.
Один из инициаторов и лидеров нового проекта класса «мега-сайнс» Супер Чарм-Тау фабрики.
С 1989 года — ведёт преподавательскую деятельность в НГУ, в должности профессора кафедры общей физики (2004—2008), а затем — профессора кафедры физики элементарных частиц (с 2008 года).

## Награды
- Медаль ордена «За заслуги перед Отечеством» II степени (5 февраля 2024 года) — за большой вклад в развитие отечественной науки, многолетнюю плодотворную деятельность и в связи с 300-летием со дня основания Российской академии наук[2].
- Государственная премия СССР в области науки и техники (в составе группы, за 1989 год) — за прецизионные измерения масс элементарных частиц на встречных электрон-позитронных пучках.
- Медаль АН СССР для молодых учёных.